# Список кинотеатров Минска

Кинотеатры в Минске существуют с 1900 года. На 2019 год в Минске работают 22 кинотеатра, включая 13 кинотеатров с 24 залами, подконтрольных государственной структуре УП «Киновидеопрокат Мингорисполкома». Все кинотеатры в столице являются цифровыми.

## История
В 1900 году предприниматель Рихард Штремер открыл в доме Раковщика на Захарьевской улице первый в городе кинотеатр. Первоначально в нём демонстрировались диапозитивы, потом немые фильмы. В 1907—1914 годы появилось 5 кинотеатров: «Гигант», «Иллюзион», «Люкс», «Модерн», «Эден». За короткий период кинематограф стал самым массовым зрелищем.
В 1918 году кинотеатры, частные фильмотеки, кинематографическое оборудование и материалы были национализированы. В 1922 году все кинематографы города перешли в ведение городского отдела народного образования.
В 30-е годы XX века кинотеатры обзавелись вестибюлем, кассой и вместительным залом на несколько сотен зрителей.
В 1942—1943 годах в захваченном и разрушенном городе немцы построили двухэтажный деревянный кинотеатр «Первый», переживший бомбардировку при освобождении Минска. В 1950-е годы кинотеатр снесли для постройки гостиницы «Минск». Остальные кинотеатры были разрушены или снесены в ходе реконструкции города.
В 1950 году был перестроен полуразрушенный клуб пищевиков и в честь Октябрьской революции открыт кинотеатр «Победа» с тремя залами. Этот кинотеатр был дорогостоящим проектом, потому в 1950-е годы последующие постройки были деревянными: «Летний» (1951) в Парке Горького, «Радуга» (1952) в парке Челюскинцев, «Зорька» (1954), «Знамя», «Вымпел», «Ударник». Появились кинотеатры, встроенные в жилые дома, «Центральный» (1954) и «Смена». К середине 1950-х в Минске работало 8 кинотеатров и 33 передвижных установок.
В середине 1950-х годов в СССР начали строить типовые здания из кирпича по проекту архитектора Зои Брод. В Минске таковыми стали кинотеатры «Спартак» (1956) и «Авангард» (1956).
В период Н. Хрущёва в эпоху минимализма по проекту архитектора И. Зотовой были построены двухзальные кинотеатры «Беларусь» (1961), «Комсомолец» (1961), «Мир» (1958), «Родина».
В 1966 году открылся кинотеатр «Партизан» с необычными архитектурными формами того времени. В том же году открылся главный детский кинотеатр «Пионер», выделявшийся модернизмом и зимним садом с бассейном. Также были популярны мобильные кинотеатры в автобусах ЗИС-155 — «Малютка» и «Вясёлка» (филиал кинотеатра «Победа»). С 1963 года в парке Горького в самолёте ЛИ-2 работал кинотеатр «Пятый океан».
В 1970-80-е годы были открыты кинотеатры в разных районах города — «Маяк» (1970), который был переименован в «Киев» в честь дней культуры УССР в БССР, «Современник» (1971), «Дружба» (1974) в Чижовке, «Вильнюс» (1976) в Зелёном Луге, «Салют» (1978) в Серебрянке, «Электрон» (1981) в Курасовщине.
В 1975 году открылся самый большой кинотеатр города — «Октябрь» на 1400 мест, в 1980 году — «Москва» с двумя залами на 1320 мест.
В 1980-е годы были построены кинотеатры «Аврора» (1988) и «Берестье» (1989) — последний кинотеатр, построенный в советское время. В конце 1980-х в городе работало 26 кинотеатров.
В 1997 году все кинотеатры города были объединены в организацию УП «Киновидеопрокат».
В 2008 году открылся кинотеатр «Беларусь», который стал первым мультиплексом в стране. Стоимость проекта была оценена в 12 млн долларов США.
В 2013 году 8 кинозалов перешли с плёночного в цифровой формат, в 2014 году это сделал кинотеатр «Москва». Последний плёночный кинотеатр «Победа» закрылся на реконструкцию в 2017 году.
В 2020 году в связи с пандемией COVID-19 были временно закрыты кинотеатры: с 2 апреля Дом Кино, Москва, Октябрь, с 6 апреля два кинотеатра сети «АртКинотеатр», с 9 апреля Киев, Комсомолец, Мир и кинотеатры Silver Screen в ТЦ «Арена-Сити» и ТЦ Galileo (открылись 11 июня). С 15 апреля по 2 июля не работал кинотеатр Falcon, с 16 апреля закрылись остальные кинотеатры «Киновидеопроката», кроме кинотеатра «Беларусь». C 27 августа возобновили работу кинотеатры «Аврора», «Берестье» и «Комсомолец», с 29 августа — «Ракета», с 24 сентября — все остальные кинотеатры.
21 августа 2020 года прекратил работу автокинотеатр Silver Screen Open Air, 5 октября — Silver Screen Drive-in. Кинотеатры были закрыты на зиму и не возобновили свою работу.
25 апреля 2021 года из-за переезда в ТЦ «Минск Сити Молл» прекратил работу кинотеатр Silver Screen в ТЦ Galileo. На его месте в конце 2022 года заработал кинотеатр Skyline Cinema.
В 2022 году из-за санкций на фоне войны в Украине многие мировые кинокомпании, такие как The Walt Disney Company, Warner Bros, Paramount, Sony Pictures, отказались от сотрудничества с Россией. Это повлияло и на белорусские кинотеатры, так как права на показ фильмов приобретаются в основном у российских партнёров. Из-за этого в марте 2022 года кинотеатры Silver Screen потеряли 40-50% аудитории.

## Статистика
С июля по декабрь 1909 года в минских кинотеатрах побывало 245 тыс. зрителей, за 1978 год — 18 млн.
В 2006 году посещение составило 720 тыс. зрителей, в 2007 году — 3 млн 730 человек. По итогам 2021 года кинотеатры Минска посетило более 1,3 млн человек, что почти на 315 тыс. больше, чем в 2020 году.
В 2013 году рентабельность кинотеатров на уровне 40 %, рентабельность кинотеатра «Октябрь» — 3,7 %. Показатель кинозалов на 100 тыс. населения — 1,2.
На 2016 год доля кинопрокатчиков: 62 % «Киновидеопрокат», 23 % Silver Screen, 15 % остальные.

## Список кинотеатров
В списке представлены закрытые, действующие и будущие кинотеатры Минска. Они располагаются в алфавитном порядке.
Таблица:
- Название — название кинотеатра;
- Открыт — дата открытия кинотеатра;
- Закрыт — дата закрытия для недействующих кинотеатров;
- Архитекторы — имя и фамилия архитекторов;
- Адрес — адрес, где находится или находился кинотеатр;
- Примечания — дополнительные пояснения;
- Ссылки — источники;

### Действующие
Цветом выделены временно закрытые кинотеатры
| Название                        | Открыт    | Архитекторы                                         | Адрес                        | Изображение | Примечания | Ссылки                                                |
| ------------------------------- | --------- | --------------------------------------------------- | ---------------------------- | ----------- | --- | ----------------------------------------------------- |
| 3D Кино в ТЦ «Корона-сити»      | 2020      |                                                     | ул. Денисовская 8/2          |             | Четыре зала на 239 мест. | [ 31 ]                                                |
| 3D Кино в ТЦ «Замок»            | 2014      |                                                     | проспект Победителей, 65     |             | Три зала на 676 мест. | [ 32 ]                                                |
| Falcon Club Бутик Кино          | 2016      |                                                     | проспект Победителей, 20     |             | Восемь залов на 15, 16, 18, 18, 31, 31, 34, 109 мест | [ 11 ] [ 33 ]                                         |
| mooon в ТЦ «Dana Mall»          | 2017      |                                                     | ул. Петра Мстиславца, 11     |             | Семь залов на 967 мест. Изначально - cовместный проект Silver Screen и мобильного оператора velcom: velcom cinema (до 2019 года) и VOKA Cinema (с 2019 по 2022). В 2019 году открыт зал ScreenX с углом обзора в 270 градусов. | [ 11 ] [ 34 ] [ 35 ] [ 36 ]                           |
| mooon в ТЦ «Palazzo»            | 2022      |                                                     | ул. Тимирязева, 74А          |             | Бренд сети кинотеатров Silver Screen. 7 залов, включая IMAX. | [ 37 ] [ 38 ] [ 39 ]                                  |
| Prizma cinema в ТЦ «Prizma»     | 2024      |                                                     | пр. Партизанский, 77А        |             | 3 кинозала на 267 мест | [ 40 ] [ 41 ] [ 42 ]                                  |
| Silver Screen в ТЦ «Арена-Сити» | 2015      |                                                     | проспект Победителей, 84     |             | Шесть залов на 787 мест. | [ 11 ]                                                |
| Skyline Cinema в ТЦ «Galileo»   | 2014      |                                                     | ул. Бобруйская, 6            |             | Открыт в конце 2022 года на месте предыдущего кинотеатра. В 2014-2021 — семизальный кинотеатр Silver Screen на 800 мест. | [ 11 ] [ 43 ] [ 44 ] [ 45 ] [ 46 ]                    |
| Аврора                          | 1988      | Борис Ларченко Нелли Темнова                        | ул. Притыцкого, 23           |             | Три зала на 200, 300, 500 мест. После реконструкции три зала на 117, 200, 356 мест. | [ 1 ] [ 47 ] [ 48 ]                                   |
| АртКинотеатр в ТЦ «Европа»      | 2019      |                                                     | ул. Сурганова, 57б           |             | Три зала на 220 мест. | [ 49 ]                                                |
| АртКинотеатр в ТЦ «Титан»       | 2015      |                                                     | проспект Дзержинского, 104   |             | Два зала на 100 и 220 мест. | [ 50 ]                                                |
| Беларусь                        | 1961 2008 | И. Зотова                                           | ул. Романовская Слобода, 28  |             | Два зала по 300 мест. В 2006 году здание снесёно. В 2008 году построен новый кинотеатр на 5 залов с 280, 221, 169, 197, 145 местами. | [ 1 ] [ 8 ] [ 11 ] [ 51 ]                             |
| Берестье                        | 1989      |                                                     | Проспект Газеты Правда, 25   |             | Два зала на 150 и 300 мест. Реконструирован в 2010—2012 годы. После ремонта залы на 150 и 293 места. С 2011 года цифровой с форматом 3D. | [ 1 ] [ 52 ] [ 53 ]                                   |
| Дворец Республики 3D            | 2010      |                                                     | Октябрьская площадь, 1/1     |             | Один зал на 349 зрителей. | [ 1 ]                                                 |
| Киев                            | 1970      |                                                     | ул. Каховская, 31            |             | С 1970 по 1976 годы — «Маяк» с залом на 560 мест. В 2009—2010 годы закрывался на модернизацию. Первый в городе 3D-кинотеатр. Зал на 280 мест. | [ 1 ] [ 8 ] [ 47 ] [ 54 ]                             |
| Комсомолец                      | 1961      | И. Зотова                                           | ул. Жилуновича, 39           |             | Два зала по 400 мест. После ремонта залы на 186 и 218 мест. | [ 1 ] [ 8 ] [ 47 ]                                    |
| Мир                             | 1958      | И. Зотова                                           | ул. Козлова, 4а              |             | Два зала на 406 и 385 мест. В 1978 году в одном из зале установлена система «СТЕРЕО-70». После ремонта 2012 года два зала на 188 и 256 мест. | [ 1 ] [ 8 ] [ 55 ] [ 56 ] [ 57 ]                      |
| Москва                          | 1980      | Виктор Крамаренко Владимир Щербин Михаил Виноградов | проспект Победителей, 13     |             | Два зала на 260 и 1070 мест. После реконструкции 2014 года зал уменьшен с 873 мест до 700. После реконструкции в мае 2025 кинотеатр стал 4-зальным: на 654, 233, 48 и 48 мест. | [ 1 ] [ 8 ] [ 11 ] [ 58 ] [ 59 ] [ 60 ] [ 61 ] [ 62 ] |
| Музей кино                      | 1980      |                                                     | ул. Свердлова, 4             |             | В музее проводятся выставки и ретроспективы. | [ 63 ] [ 64 ]                                         |
| Октябрь                         | 1975      | Валентин Малышев                                    | проспект Независимости, 73   |             | Построен на месте снесённого кинотеатра «Зорька». Самый большой экран в стране с размером 22 x 10 метров, самый вместительный зал на 1186 человек (первоначальная вместимость на 1340 мест). | [ 1 ] [ 8 ] [ 11 ] [ 55 ] [ 65 ]                      |
| Пионер                          | 1966      | Георгий Заборский Леонид Левин                      | ул. Энгельса, 20             |             | Некогда крупнейший детский кинотеатр в стране. Проектировался как кинотеатр с двумя залами. В итоге здание разделилось на кинотеатр и театр кукол. Оцифрован в 2012 году. В 2017 году на втором этаже вместо типографии открылся второй зал на 49 мест. Основной зал на 278 мест | [ 1 ] [ 66 ] [ 67 ] [ 68 ] [ 69 ]                     |
| Победа                          | 1950      | Иосиф Лангбард                                      | ул. Интернациональная, 20    |             | Самый старый действующий кинотеатр. При открытии работал большой зал на 606 мест, малый зал на 118 мест и летний зал на 610 мест, работающий с мая по ноябрь. С 2001 года здание внесено в список историко-культурных ценностей Республики Беларусь. В 2017 году закрыт на реконструкцию, непосредственно работы по реконструкции начались в феврале 2022 года. Летом 2024 года открылся после реконструкции. Работает 5 залов. | .                                                     |
| Ракета                          | 1958      |                                                     | пер. Рабочий, 3              |             | Зал на 506 мест. На втором этаже действовала выставка мотовелозавода. Цифровой с 2013 года. После ремонта два зала на 254 и 46 мест. В кинотеатре демонстрировался проект Cinemascope (2012—2019). | [ 1 ] [ 8 ] [ 75 ] [ 76 ] [ 77 ] [ 78 ]               |
| Салют                           | 1978      |                                                     | проспект Рокоссовского, 150а |             | Зал на 805 мест. В 2005 году закрывался на реконструкцию. С 2011 года цифровой зал на 286 мест с форматом 3D. Экран 13,6 на 5,8 метров. | [ 1 ] [ 47 ] [ 79 ]                                   |
| Центральный                     | 1954      | Геннадий Баданов Михаил Осмоловский                 | проспект Независимости, 13   |             | Зал на 502 места, после реконструкции 2001—2003 годов — зал на 250 мест. Цифровой с 2010 года. С 2010 года зал на 166 мест, позднее на 200 мест. В 2012 году первым открыл продажу билетов через Интернет. Единственный кинотеатр города, запрещающий проносить еду в зал. | [ 1 ] [ 11 ] [ 47 ] [ 80 ]                            |

### Будущие
| Название                       | Год | Архитекторы | Адрес                  | Изображение | Примечания | Ссылки |
| ------------------------------ | --- | ----------- | ---------------------- | ----------- | --- | ------ |
| mooon в ТЦ «Minsk City Mall»   |     |             | ул. Толстого, 1        |             | В кинопространстве планируется кинотеатр на 5 залов, а также игровой бар с кинотематикой. Открытие запланировано в 2025 году | [ 81 ] |
| Кинотеатр в ТЦ «Green City»    |     |             | ул. Притыцкого, 156-1  |             | IMAX-кинотеатр | [ 82 ] |
| Кинотеатр в ТЦ «Авиа Молл»     |     |             | ул. Братская улица, 18 |             | Кинотеатр в ЖК «Минск-Мир», интеграция торгового центра с вестибюлем станции метро «Аэродромная». Открытие летом 2025 года.  | [ 83 ] |
| Skyline cinema в ТРЦ Mega Park |     |             | ул. Казимировская, 12  |             | 7-зальный кинотеатр | [ 84 ] |

### Закрытые
| Название                          | Открыт                 | Закрыт        | Архитекторы            | Адрес                    | Примечания | Ссылки                            |
| --------------------------------- | ---------------------- | ------------- | ---------------------- | ------------------------ | --- | --------------------------------- |
| Silver Screen Open Air            | 2020                   | 2020          |                        | ул. Орловская, 20        | Автокинотеатр на 50 мест. Экран размером 16 х 7 метров. Работал в период пандемии COVID-19. | [ 85 ]                            |
| Silver Screen Drive-in            | 2020                   | 2020          |                        | ул. Тимирязева, 74А      | Автокинотеатр на 77 мест расположен на крыше ТЦ «Palazzo». Экран размером 16 х 7 метров. Работал в период пандемии COVID-19. | [ 86 ]                            |
| Авангард                          | 1956                   | н/д           | Зоя Брод               | ул. Папанина, 7          | Снесён в 2018 году. | [ 1 ] [ 8 ] [ 87 ]                |
| АртКинотеатр в БЦ «Rubin Plaza»   | 2010                   | 2012          |                        | проспект Дзержинского, 5 | Заменён «Сбер Банком». | [ 1 ] [ 88 ]                      |
| Беларусь                          | 1944                   | 1961          |                        | ул. Островского, 24      | Располагался в бывшей синагоге Зальцмана. В 1960-70-е годы — Дом пионеров. Здание сохранилось. Ныне детско-юношеская школа Олимпийского резерва по шахматам и шашкам. | [ 1 ] [ 89 ]                      |
| Вильнюс                           | 1976                   | 2004          | Э. Левина И. Ситникова | ул. Калиновского 55      | Был открыт как часть комплекса торгово-общественного центра. Широкоформатный кинотеатр с залом на 776 мест. Переделан во Дворец борьбы имени А. В. Медведя. | [ 1 ] [ 90 ] [ 91 ] [ 92 ] [ 93 ] |
| Восход                            | 1966                   | н/д           |                        | ул. Козлова, 50          | В здании Дворца культуры Тракторного завода. | [ 1 ]                             |
| Вымпел                            | конец 1950-х           | нач. 1980-х   |                        | ул. Восточная, 50        | Сгорел в начале 1980-х годов. На месте кинотеатра находится сквер. | [ 1 ]                             |
| Гигант                            | 1909                   | н/д           |                        | ул. Захарьевская, 88     | С 1926 года — «Красная звезда» на 700 мест, построенный по проекту архитектора Э. Лоссера. В 1930 году стал первым звуковым кинотеатром в городе (четвёртым звуковым в СССР). Несколько раз менял адрес. Разрушен во время войны. Сейчас здание на проспекте Независимости, 22. | [ 1 ] [ 7 ] [ 94 ]                |
| Детский                           | 1936                   | н/д           |                        | ул. Советская, 92        | В здании бывшей лютеранской кирхи. С 1938 по 1954 и с 1967 — «Новости дня». С 1954 по 1967 — «Детский» на Энгельса, 12. Ныне Малая сцена театра им. Янки Купалы. | [ 1 ]                             |
| Дом кино                          | 1966 2005              | 2025          | Юрий Шпит              | ул. Толбухина, 18        | С 1966 года — «Партизан». С 2005 года после реконструкции — «Дом кино» с залом на 584 места. Закрыт в 2025 году из-за нерентабельности, а здание передано на баланс Дворца детей и молодежи. | [ 1 ] [ 8 ] [ 95 ]                |
| Дружба                            | 1974                   | 2012          |                        | ул. Ташкентская, 9       | Зал на 763 мест. Снесён в 2017 году. | [ 1 ] [ 96 ]                      |
| Знамя                             | конец 1950-х           | конец 1990-х  |                        | ул. Великоморская, 3     | Снесён в конце 1990-х годов. На месте кинотеатра находится сквер. | [ 1 ]                             |
| Зорька                            | 1954                   | нач. 1970-х   |                        | Ленинский проспект, 73   | Снесён для постройки кинотеатра «Октябрь». | [ 1 ]                             |
| Иллюзион                          | 1907                   | н/д           |                        | ул. Захарьевская, 87     | Первый кинотеатр в городе с большим экраном. Располагался в доме Поляка, позднее несколько раз менял адрес. С июня по июль 1924 и с 1934 по 1938 — «Пролетарий» на 300 мест, с 1924 по 1928 — «Красный факел», с 1928 по 1934 — первый детский кинотеатр, «Юный пионер» на 250 мест, с 1938 — «Родина» на 1000 мест. Сейчас выход из метро на Октябрьскую площадь на углу проспекта Независимости и ул. Энгельса. | [ 1 ] [ 7 ]                       |
| Искра                             | конец 1950-х           | 1992          |                        | ул. Менделеева, 10а      | Снесён в 2005 году. Сейчас здание на улице Передовая, 11а. | [ 1 ]                             |
| Кинематограф Рихарда Штремера     | 1900                   | н/д           |                        | ул. Губернаторская, 19   | Первый в Минске кинотеатр. Располагался в доме Раковщиков. Сейчас здание на проспекте Независимости, 23. | [ 1 ]                             |
| Кинотеатр Окружного дома офицеров | н/д                    | н/д           |                        | ул. Красноармейская, 3   | Во время войны здесь был «Soldaten-kino». Ныне Центральный дом офицеров без кинотеатра. | [ 1 ]                             |
| Культура                          | 1926                   | н/д           |                        | ул. Володарского, 7      | На момент открытия самый крупный кинотеатр в стране с залом на 1200 мест и экраном 8,5 x 7 метров. Здание сохранилось. Ныне Русский драматический театр им. М. Горького. | [ 1 ] [ 98 ]                      |
| Летний                            | 1951                   | 1975          | А. Брегман             | Парк им. Горького        | Построен на месте цирка. Сгорел в 1975 году. | [ 1 ] [ 99 ]                      |
| Люкс                              | 1914                   | н/д           |                        | ул. Петропавловская      | | [ 1 ]                             |
| Модерн                            | 1907— 1908             | н/д           |                        | ул. Губернаторская, 22   | Располагался в доме Стефановича. Сейчас здание на улице Ленина, 23. | [ 1 ]                             |
| Неман                             | конец 1950-х           | 1970-е        |                        | ул. Опанского, 71        | Сгорел в середине 1970-х годов. | [ 1 ]                             |
| Новый театр                       | вторая половина 1910-х | н/д           |                        | ул. Захарьевская, 61     | Располагался в доме Машкилейсона. Несколько раз менял адрес. С 1926 года — «Спартак». Сейчас здание по проспекту Независимости, 19. | [ 1 ]                             |
| Первый                            | 1942— 1943             | конец 1950-х  |                        | ул. Советская, 23        | Зал на 485 мест. На месте кинотеатра расположен двор гостиницы «Минск». | [ 1 ] [ 8 ] [ 100 ]               |
| Пятый океан                       | 1963                   | н/д           |                        | Парк Горького            | Детский кинотеатр находился в самолёте Ли-2. Снесён. | [ 1 ]                             |
| Радуга                            | 1952                   | конец 1990-х  | Георгий Сысоев         | Парк им. Челюскинцев     | Снесён во время реконструкции парка. | [ 1 ] [ 8 ]                       |
| Республиканский Дом кино          | 1968                   | начало 1990-х | Томаш Пайздерский      | ул. Советская, 15        | Располагался в Костёле Святого Симеона и Святой Елены. | [ 101 ] [ 102 ]                   |
| Родина                            | 1944                   | конец 1960-х  | И. Зотова              | ул. Революционная, 2     | После начала 1950-х — «Новости дня». Также назывался «Кинотеатр повторного фильма». Здание сохранилось. | [ 1 ] [ 8 ] [ 103 ] [ 104 ]       |
| Родина                            | 1957                   | 2003          |                        | ул. Лизы Чайкиной, 16    | Два зала на 406 и 409 мест. Ныне Новый драматический театр. | [ 1 ] [ 8 ] [ 105 ]               |
| Смена                             | конец 1950-х           | 2002          |                        | ул. Долгобродская, 110   | | [ 1 ]                             |
| Современник                       | 1971                   | 2002          | М. Бубнов              | ул. Харьковская, 70а     | Зал на 760 мест. Снесён в 2023 году. | [ 1 ] [ 8 ] [ 106 ] [ 107 ]       |
| Спартак                           | 1956                   | 1987          | Зоя Брод               | ул. Даумана, 2           | После реконструкции 1987—1994 годов в здании работал Молодёжный театр. После ремонта 2009—2018 годов — концертная площадка. | [ 1 ] [ 8 ] [ 108 ] [ 109 ]       |
| Ударник                           | конец 1950-х           | 1990-е        | Георгий Сысоев         | ул. Жуковского, 15а      | Последний деревянный кинотеатр города. Снесён в 2014 году. | [ 1 ] [ 8 ] [ 110 ]               |
| Эден                              | 1909                   | н/д           |                        | ул. Захарьевская, 83     | Один из лучших кинотеатров своего времени располагался в доме Булгак. Несколько раз менял адрес. С 1926 года — «Интернационал». Сейчас здание на проспекте Независимости, 23. | [ 1 ] [ 7 ]                       |
| Электрон                          | 1981                   | 2008          |                        | ул. Казинца, 117         | В здании работает фондохранилище Музея природы и экологии. | [ 1 ] [ 111 ]                     |